# 954年
| 千纪： | 1千纪 |
| 世纪： | 9世纪 \| 10世纪 \| 11世纪 |
| 年代： | 920年代 \| 930年代 \| 940年代 \| 950年代 \| 960年代 \| 970年代 \| 980年代                                                                                    |
| 年份： | 949年 \| 950年 \| 951年 \| 952年 \| 953年 \| 954年 \| 955年 \| 956年 \| 957年 \| 958年 \| 959年                                                              |
| 纪年： | 甲寅年（虎年）；于阗同慶四十三年；辽應曆四年；南汉乾和十二年；后蜀广政十七年；南唐保大十二年；北汉祐七年；后周（吴越、荆南）显德元年；大理廣德二年；日本天曆八年 |

## 大事记
- 中国
  - 后周世祖柴荣继位。
  - 高平之戰，北漢趁郭威去世之際進攻後周失利，經此一役北漢實力大損，趙匡胤得以在後周崛起，成為柴榮倚重的大將。
  - 北汉睿宗刘钧继位。

## 逝世
- 9月10日——路易四世，加洛林王朝的西法蘭克國王，綽號海外歸來者。（920年出生，34岁）
- 郭威，后周开国皇帝（904年出生，50岁）
- 刘崇，北汉开国皇帝（895年出生，59岁）
- 杨凝式，五代十國時期书法家（873年出生，81岁）
- 馮道，五代十國時期官員（882年出生，72岁）